# 이탈리아 현대사상
이탈리아 현대사상은 20세기초에 크로체와 젠틸레로부터 시작하여 시작하였다고 인정된다. 크로체와 젠틸레의 신관념론은 실증주의와 스피리츄얼리즘에 대하여 비판으로 등장한 신헤겔주의에 이어지는 흐름이다. 20세기 후반 제2차대전 후에는 그 신관념론과의 대결 중에 현상학, 실존주의, 마르크스주의, 기독교적 스피리츄얼리즘, 신토마스주의, 신실증주의（분석철학）등이 힘을 가지고 그 후에는 기호학과 해석학도 나타나게 되었다.